# William L. Shelton

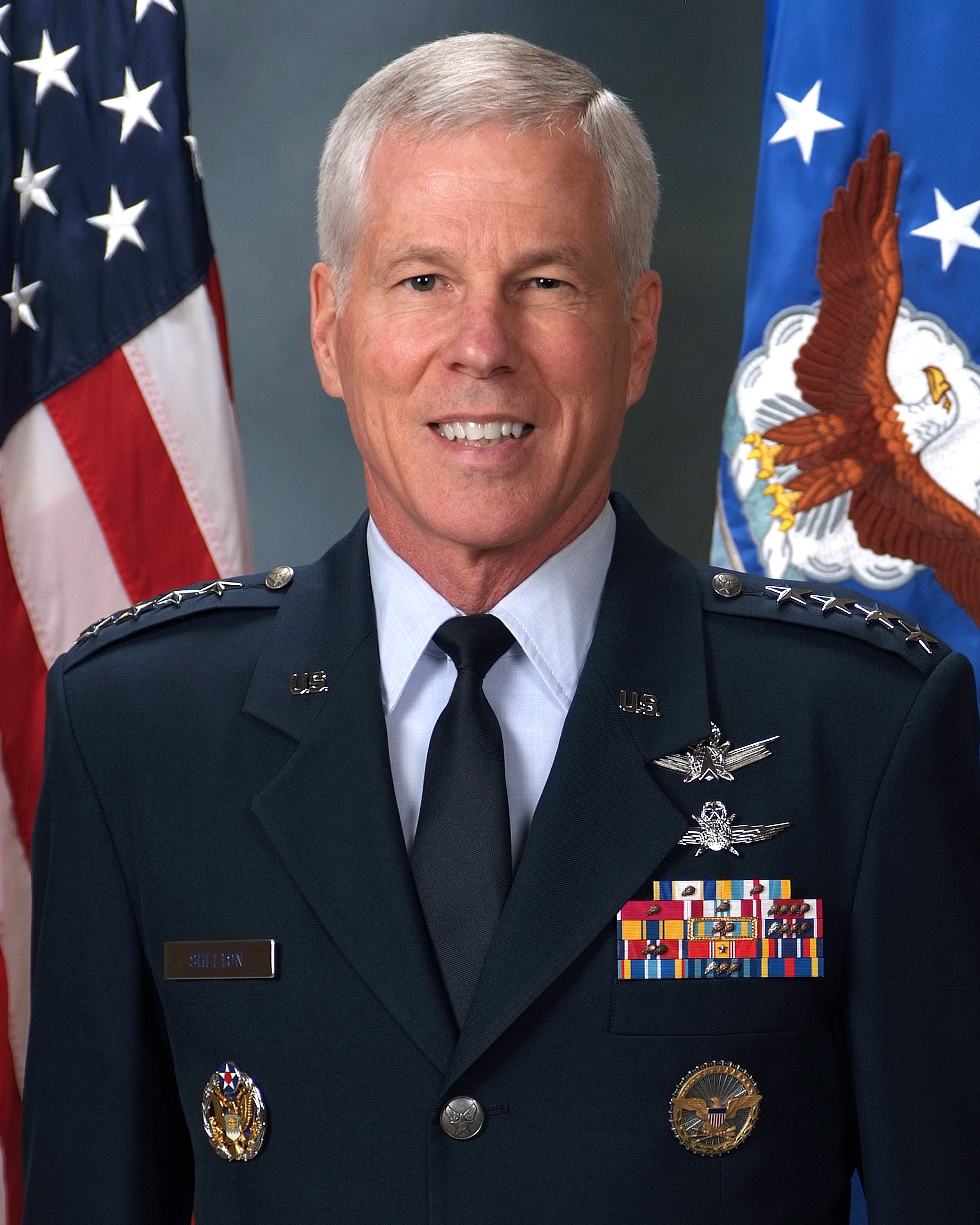
William Shelton (2012)

William Lee Shelton (* 25. Februar 1954 in Tulsa, Oklahoma) ist ein ehemaliger General der United States Air Force (USAF). Er war vom 5. Januar 2011 bis zum 15. August 2014 Befehlshaber des Air Force Space Command (AFSPC), einem Hauptkommando der U.S. Air Force mit Sitz auf der Peterson Air Force Base, Colorado.
Zuvor diente er von Juli 2009 an als Assistant Vice Chief of Staff and Director, Air Staff der USAF im US-Verteidigungsministerium, Washington, D.C.

## Ausbildung und Karriere
Shelton wurde 1954 in Tulsa, Oklahoma, geboren, besuchte die High School in Moore und trat der USAF 1976 nach Abschluss der United States Air Force Academy bei, wo er einen Bachelorabschluss in Raumfahrttechnik erworben hatte.
Sheltons weitere Ausbildung umfasst Masterabschlüsse in Raumfahrttechnik (Air Force Institute of Technology, 1980) und in National Security Strategy (National War College, 1995).

## Dienst im Generalsrang

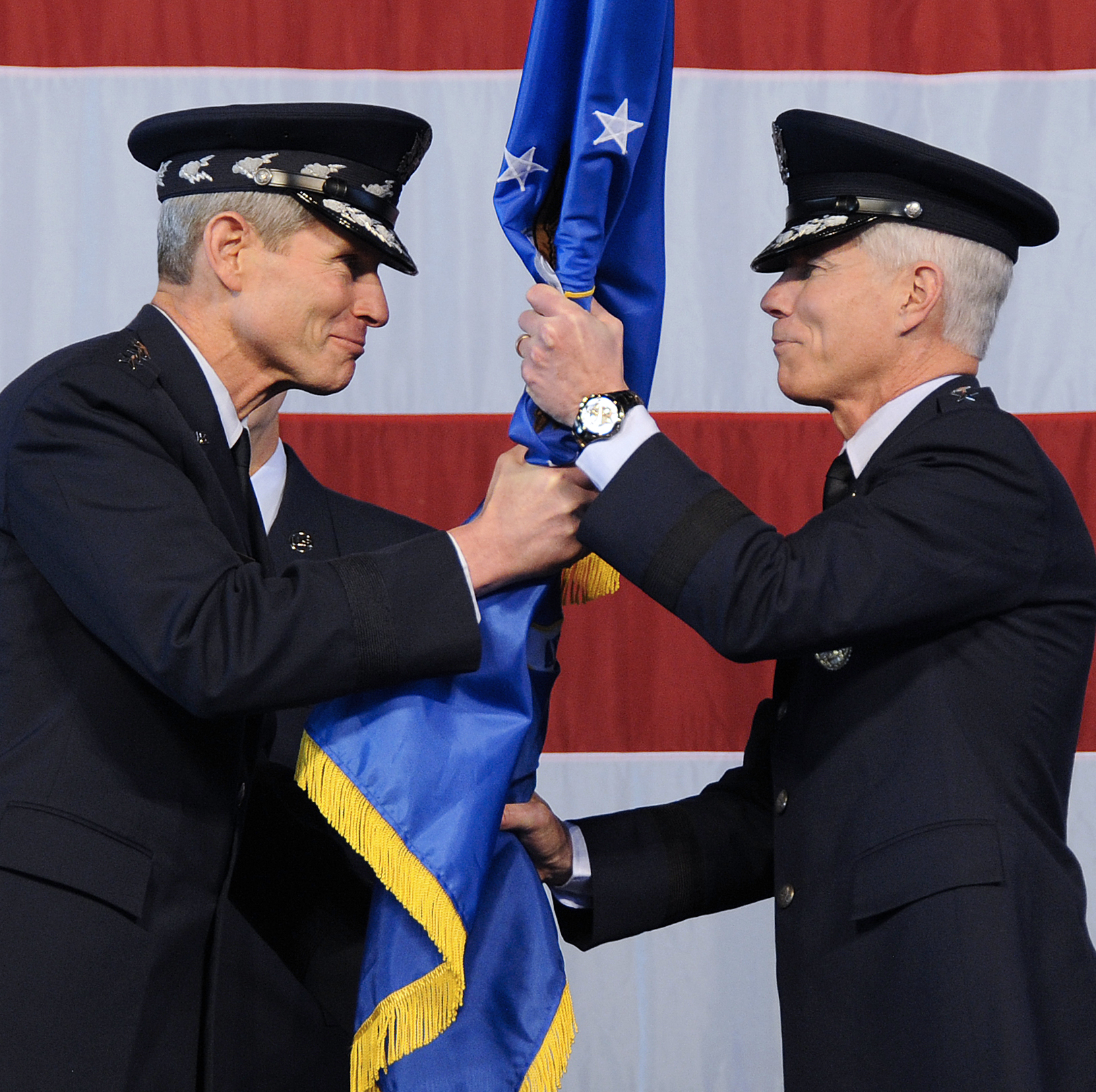
Shelton (rechts) mit dem damaligen Vorsitzenden des Generalstabs der USAF, Gen. Norton Schwartz, während der Kommandoübergabe am AFSPC, 5. Januar 2011

Von November 2000 an diente Shelton als Director of Requirements im Hauptquartier des Air Force Space Command, Colorado, ab Januar 2001 im Range eines Brigadegenerals. Zwischen 2002 und 2003 folgten ebendort Verwendungen als Director of Plans and Programs und Director, Air and Space Operations, bevor er im Juni 2003 zunächst als Director of Capability and Resource Integration (J8), dann als Director of Plans and Policy (J5) ins U.S. Strategic Command (USSTRATCOM) auf die Offutt Air Force Base, Nebraska, versetzt und in dieser Funktion im Juli 2004 zum Generalmajor befördert wurde.
Nach knapp einjährigem Dienst als Commander, Joint Space Operations – ebenfalls im USSTRATCOM, aber auf der Vandenberg Air Force Base, Kalifornien – übernahm Shelton Mitte 2005 ebenda den Befehl über die 14th Air Force und das Joint Functional Component Command for Space, den er, im Dezember 2007 zum Generalleutnant ernannt, bis 2008 innehatte. Vor Antritt seines Kommandos beim AFSPC war Shelton ab Dezember 2008 Chief of Warfighting Integration and Chief Information Officer im Stab des Secretary of the Air Force und zuletzt Assistant Vice Chief of Staff and Director, Air Staff der USAF im Pentagon.
Am 10. September 2010 nominierte US-Präsident Barack Obama Shelton für die Nachfolge von General Robert Kehler, der seinerseits den Oberbefehl über das U.S. Strategic Command übernahm, als Befehlshaber des AFSPC. Shelton trat das Kommando am 5. Januar des darauffolgenden Jahres an, seine Beförderung zum General erfolgte im Rahmen der Kommandoübergabe.
Am 15. August 2014 übergab er das Kommando über das AFSPC an General John E. Hyten.

## Beförderungen
| Rang               | Datum             |
| ------------------ | ----------------- |
| Second Lieutenant  | 2. Juni 1976      |
| First Lieutenant   | 2. Juni 1978      |
| Captain            | 2. Juni 1980      |
| Major              | 1. Mai 1985       |
| Lieutenant Colonel | 1. Mai 1990       |
| Colonel            | 1. Februar 1994   |
| Brigadier General  | 1. Januar 2001    |
| Major General      | 1. Juli 2004      |
| Lieutenant General | 20. Dezember 2007 |
| General            | 5. Januar 2011    |

## Abzeichen und Auszeichnungen
Auswahl der Dekorationen, sortiert in Anlehnung an die Order of Precedence of Military Awards:
- Command Communications and Information Badge
- Command Space Badge
- Air Force Parachutist Badge
- Air Force Distinguished Service Medal mit Eichenlaub
- Defense Superior Service Medal mit Eichenlaub
- Legion of Merit mit Eichenlaub
- Defense Meritorious Service Medal mit Eichenlaub
- Meritorious Service Medal mit vierfachem Eichenlaub
- Air Force Commendation Medal
- Joint Meritorious Unit Award mit zweifachem Eichenlaub
- Air Force Outstanding Unit Award mit silbernem und zweifachem bronzenen Eichenlaub
- Air Force Organizational Excellence Award mit zweifachem Eichenlaub